# 日置真卯
日置 真卯（へき の まう）は、奈良時代の貴族。姓は造。伊利須使主の曾孫である日置羽咋の子とする系図がある。官位は従五位上・大和介。

## 経歴
孝謙朝の天平勝宝6年（754年）外従五位下・紫微中台少忠に叙任される。天平勝宝9歳（757年）藤原仲麻呂が紫微内相に任ぜられると同時に内位の従五位下に、天平宝字4年（760年）仲麻呂が従一位に叙せられると同時に従五位上と、孝謙朝から淳仁朝にかけての藤原仲麻呂の昇進に従って、真卯も順調に昇進した。
天平宝字5年（761年）大和介の官職にあったが、清廉で勤務に励んでいることを賞されて、朝廷が没収した稲1000束を与えられている。

## 官歴
『続日本紀』による。
- 時期不詳：正六位上
- 天平勝宝6年（754年） 正月16日：外従五位下。4月5日：紫微中台少忠
- 天平勝宝9年（757年） 5月20日：従五位下（内位）
- 天平宝字4年（760年） 正月4日：従五位上
- 天平宝字5年（761年） 6月17日：見大和介

## 系譜
- 父：日置羽咋[1]
- 母：不詳
- 生母不明の子女
  - 男子：日置蓑麻呂（704-?）[1]
  - 男子：日置笠麻呂[1]
  - 男子：日置稲足[1]
  - 女子：日置小島女[1]
  - 女子：日置辛波知女[1]